# Luboš Novák
Luboš Novák (15. prosince 1911, Třebíč – 20. dubna 1969) byl český voják.

## Biografie
Luboš Novák se narodil v roce 1911 do rodiny gymnaziálního pedagoga Jindřicha Nováka. Luboš Novák vystudoval třebíčské gymnázium a po maturitě nastoupil na vojenskou akademii do Hranic, tam pak absolvoval roku 1933 v hodnosti poručíka. Po studiích nastoupil k 9. praporu do Rimavské Soboty, kde byl povýšen na nadporučíka. Po zřízení Slovenského štátu odešel ze Slovenska zpět do Třebíče. V červnu roku 1939 však dostal krátkodobou propustku na Slovensko, kde se oženil s Vladimírou Hanesovou a vrátil se spolu s manželkou zpět do Třebíče.
Po návratu pracoval jako úředník cenového úřadu, následně pak na pozvání rodičů manželky odcestoval do Hnúšti, kde měl nastoupit do místní továrny na magnezium. Z Banské Bystrice, kde žili rodiče jeho manželky, však odešel v lednu roku 1940 do Maďarska, následně pak do Jugoslávie, Řecka, Turecka, Sýrie a do Francie, kde v květnu téhož roku v Agde vstoupil do československé armády. V Agde se setkal se svým bratrem Milošem Novákem. Po obsazení Francie německým vojskem odešel spolu s dalšími vojáky do Velké Británie, kde pak nastoupil do polské Vysoké válečné školy ve Skotsku. V červnu roku 1943 byl odvelen do Sovětského svazu, ale po cestě byla loď, na které cestoval napadena německým vojskem, ale cestující byli evakuováni a odvezeni do Casablancy. Následně pak pokračovali přes Lagos, Belgické Kongo, Súdán, Egypt, Palestinu, Sýrii, Irák, Teherán až do Moskvy. Tam se setkal s Ludvíkem Svobodou. Následně pak bojoval v bitvě o Kyjev, po bitvě pak postupovali s jednotkou až do dukelského průsmyku.
V únoru 1945 se náhodně setkal s manželkou v Košicích, dozvěděl se, že Vladimíra se zúčastnila Slovenského národního povstání a její otec se stal županem Banskobystrického kraje. Po skončení druhé světové války přešel na ministerstvo národní obrany a na Vysokou školu válečnou, tu ukončil roku 1946. Následně na školu nastoupil jako pedagog. V roku 1957 byl propuštěn z československé armády a odešel do jižních Čech, kde působil brigádně jako kopáč studen. Následně si však musel najít řádný pracovní poměr a tak začal pracovat jako kontrolor hasičských přístrojů.
V roce 1960 prodělal infarkt a stal se invalidním důchodcem, zemřel po dalším infarktu v roce 1969.
Měl syna Borise (narozen 1945) a dceru Lubu (1949).
Obdržel 3 x Československý válečný kříž 1939, Československou medaili Za chrabrost před nepřítelem, Československou vojenskou medaili Za zásluhy I. stupně, Československou vojenskou pamětní medaili, medaili Za zásluhy o obranu vlasti, Dukelskou pamětní medaili, Pamětní medaili k 20. výročí osvobození ČSSR, Sovětský řád Rudé hvězdy, Medaili Za Vítězství nad Německem a Medaili Za Osvobození Prahy.